# 長崎県道31号富江岐宿線
長崎県道31号富江岐宿線（ながさきけんどう31ごう とみえきしくせん）は、長崎県五島市を通る県道（主要地方道）である。

## 概要
五島市富江町富江から五島市岐宿町岐宿に至る。五島市富江町から五島市岐宿町においては国道384号の短絡ルートとなり地域の生活・産業を支える重要な幹線道路である。

### 路線データ
- 起点：長崎県五島市富江町富江（富江港）
- 終点：長崎県五島市岐宿町岐宿（岐宿港）
- 総延長：22 km[1]

## 歴史
- 1958年（昭和33年）7月15日 - 長崎県告示第365号により、県道富江岐宿線として路線認定される（当時の整理番号は92）[2]。
- 1993年（平成5年）5月11日 - 建設省から、県道富江岐宿線が富江岐宿線として主要地方道に指定される[3]。

## 地理

### 通過する自治体
- 五島市

### 交差する道路
| 交差する道路              | 交差する場所 |
| ------------------------- | ------------ |
| 国道384号                 | 富江町富江   |
| 長崎県道49号福江富江線    | 富江町松尾   |
| 長崎県道164号玉之浦岐宿線 | 岐宿町二本楠 |
| 長崎県道27号福江荒川線    | 岐宿町中嶽   |
| 国道384号                 | 岐宿町岐宿   |

### 沿線
- 富江港
- 富江郵便局
- 二本楠郵便局
- 五島市立岐宿小学校
- 五島市立岐宿中学校
- 五島市役所 岐宿支所
- 岐宿港